# Chiesa dei Santi Quirico e Giulitta (Gudo Visconti)
La chiesa dei Santi Quirico e Giulitta è la parrocchiale di Gudo Visconti, in città metropolitana ed arcidiocesi di Milano; fa parte del decanato di Abbiategrasso.

## Storia
La prima citazione di una cappella a Gudo, dipendente dalla pieve di Santo Stefano di Rosate, risale al 1398 ed è contenuta nella Notitia Cleri.
Nel 1564 è menzionata nel Liber seminarii; la chiesa fu riedificata tra la fine Cinquecento e la prima metà del Seicento, dopo la visita del 1573 dell'arcivescovo di Milano Carlo Borromeo.
Dalla relazione della visita pastorale del 1750 dell'arcivescovo Giuseppe Pozzobonelli si apprende che la nella parrocchiale dei Santi Quirico e Giulitta avevano sede le due confraternite della Beata Maria Vergine del Santissimo Rosario e del Santissimo Sacramento e che i fedeli ammontavano 390; nel 1779 questi ultimi risultavano saliti a 425, come si legge nella Nota parrocchie Stato di Milano redatta nel 1781.
Nel 1898 l'arcivescovo Andrea Carlo Ferrari, compiendo la sua visita pastorale, trovò che la chiesa era sede della sola confraternita del Santissimo Sacramento; nel 1972, con la riorganizzazione territoriale dell'arcidiocesi voluta dal cardinale Giovanni Colombo, la parrocchia passò dal vicariato foraneo di Rosate, contestualmente soppresso, al decanato di Abbiategrasso.

## Descrizione

### Esterno
La facciata a salienti della chiesa, rivolta a ponente, è composta da tre parti verticali: quella centrale, suddivisa da una cornice marcapiano in due registri e coronata dal frontone, è scandita da lesene e caratterizzata dal portale d'ingresso timpanata, da due finestrelle nell'ordine inferiore e da una più grande in quello superiore, mentre ai lati vi sono due ali minori.
Annesso alla parrocchiale è il campanile a base quadrata, spartito in più registri da cornici; la cella presenta su ogni lato una monofora ed è coperta dal tetto a quattro falde.

### Interno
L'interno dell'edificio si compone di un'unica navata, suddivisa in tre campate e coperta da volte a botte e a crociera alternate; al termine dell'aula si sviluppa il presbiterio, introdotto dall'arco santo, rialzato di tre gradini e chiuso dall'abside.
Qui sono conservate diverse opere di pregio, tra le quali gli affreschi cinquecenteschi raffiguranti il Battesimo di Cristo e il Padre Eterno, collocati nella cappella laterale del battistero, l'altare maggiore e il dipinto dell'Annunciazione.